# Краюхин, Василий Николаевич
Василий Николаевич Краюхин (16 января 1921 год, село Ключики, Красноуфимский уезд, Пермская губерния — 20 сентября 1977 год, Красноуфимск, Свердловская область) — директор совхоза «Красноуфимский» Красноуфимского района Свердловской области. Герой Социалистического Труда (1966). Депутат Верховного Совета РСФСР 3-го и 4-го созывов.

## Биография
Родился в 1921 году в многодетной крестьянской семье в селе Ключики Красноуфимского уезда.
В 1940 году окончил Красноуфимский сельскохозяйственный техникум, после чего работал агрономом при Ачитской МТС. С 1941 года участвовал в Великой Отечественной войне. Во время сражения на Калининском фронте получил тяжёлое ранение, после которого был комиссован по инвалидности.
В 1942—1943 годах — агроном колхоза «Красное Знамя» Красноуфимского района. Потом работал агрономом-семеноводом районного земельного отдела «Заготсортзерно», агрономом Красноуфимской МТС. Во время работы на Красноуфимской МТС был награждён в 1948 году Орденом Ленина за высокие производственные показатели.
В 1946 году избран председателем колхоза имени Свердлова. В 1949 году вступил в ВКП(б). С 1951 по 1957 года — председатель колхоза имени Свердлова Красноуфимского района. В 1957 году назначен директором совхоза «Красноуфимский» Красноуфимского района. При его руководстве совхоз достиг высоких показателей при производстве картофеля, мяса и молока.
Указом Президиума Верховного Совета СССР от 30 апреля 1966 года за успехи, достигнутые в увеличении производства и заготовок картофеля, овощей и плодов удостоен звания Героя Социалистического Труда с вручением ордена Ленина и золотой медали «Серп и Молот».
Избирался депутатом Верховного Совета РСФСР 3-го и 4-го созывов.
В 1967 году окончил заочное отделение Свердловского сельскохозяйственного института. Руководил совхозом «Красноуфимский» до 1970 года. С 1973 года — директор опытно-производственного хозяйства Красноуфимской селекционной станции.
После выхода на пенсию проживал в городе Красноуфимск. Скончался в 1977 году, похоронен на городском кладбище.
Память
Его именем названа одна из улиц Красноуфимска.

## Награды
- Герой Социалистического Труда — указом Президиума Верховного Совета СССР от 30 апреля 1966 года
- Орден Ленина — дважды (09.03.1948, «за получение высоких урожаев пшеницы, ржи и картофеля при выполнении колхозом обязательных поставок и натуроплаты за работу МТС в 1947 году и обеспеченности семенами зерновых культур и картофеля для весеннего сева 1948 года»; 30.04.1966)
- Орден Октябрьской Революции (08.04.1971)
- Орден Трудового Красного Знамени (23.12.1976)
- Орден «Знак Почёта» (08.03.1958)
- Медаль «За трудовую доблесть» (08.02.1947; 25.03.1947)
- Медаль «За отвагу»
- Почётный гражданин Красноуфимска